# إيشيتا آرون
إيشيتا آرون (بالإنجليزية: Ishita Arun)‏ هي مغنية وممثلة هندية، ولدت في 4 سبتمبر 1979 في مومباي في الهند.

## وصلات خارجية
- إيشيتا آرون على موقع IMDb (الإنجليزية)